# Batalla de Avdíivka (2022-2024)
La batalla de Avdíivka fue un enfrentamiento militar entre las Fuerzas Armadas de Rusia y las Fuerzas separatistas rusas del Dombás por un lado y las Fuerzas Armadas de Ucrania por el otro. Se disputó la ciudad de Avdíivka, ubicada en la región del Dombás.
Los combates comenzaron cuando la violencia estalló de nuevo en el Dombás y el 21 de febrero de 2022, el presidente ruso Vladímir Putin reconoció la República Popular de Donetsk, y los separatistas comenzaron a luchar de nuevo contra Ucrania. Avdéyevka fue donde se libró la antigua batalla de Avdéyevka en 2017 y fue destruida, pero todavía estaba en manos de las fuerzas ucranianas. Más tarde, cuando Rusia invadió Ucrania, la ciudad fue uno de los primeros lugares en ser atacado.
Las tropas ucranianas, comandadas por Oleksander Syrskyi en reciente sustitución de Valerii Zaluzhnyi, se retiraron el 17 de febrero de 2024 «para evitar ser sitiados y preservar la vida de los militares ucranianos». Se trata de la primera victoria rusa de importancia desde la conquista de Bajmut en mayo de 2023.

## Batalla

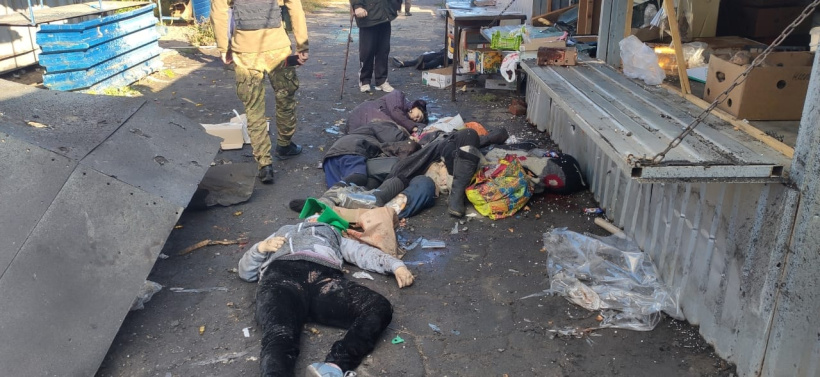
Víctimas del bombardeo del mercado el 12 de octubre de 2022.

Los combates comenzaron el 21 de febrero de 2022, cuando las fuerzas rusas junto con las milicias separatistas reanudaron los combates en Avdiivka. Cuando Rusia comenzó oficialmente su operación militar especial en Ucrania, Avdiivka era uno de sus principales objetivos. El 13 de marzo, las fuerzas rusas bombardearon la planta de coque de Avdiivka  aunque los rusos acusaron a Ucrania de sabotearla. La Policía Nacional de Ucrania dijo el 22 de marzo que Rusia utilizó MLRS Tornado-S en bombardeos de Avdiivka, causando presuntamente víctimas civiles. El 25 de marzo se informó que Artem Murakhovskyi, comandante del Regimiento Azov, fue asesinado en Avdiivka. 
El 18 de abril, Rusia renovó su invasión en el este de Ucrania , con ambos bandos proclamando el comienzo de la " batalla de Dombás " y Rusia comenzando a bombardear y atacar intensamente Avdiivka.  Alrededor de 2.000 residentes de Avdiivka se vieron obligados a huir bajo tierra. Ucrania afirmó haber repelido los avances rusos en Avdiivka el 19 de abril. 
El 29 de abril, se publicaron vídeos del ejército ruso bombardeando a las fuerzas ucranianas en Avdiivka con armas termobáricas. El 18 de mayo, la primera escuela de Avdiivka fue destruida por un ataque ruso con municiones de fósforo.  El 26 de mayo, el Estado Mayor de Ucrania informó que las fuerzas rusas estaban avanzando a través de Avdiivka, capturando muchas áreas de la ciudad. 

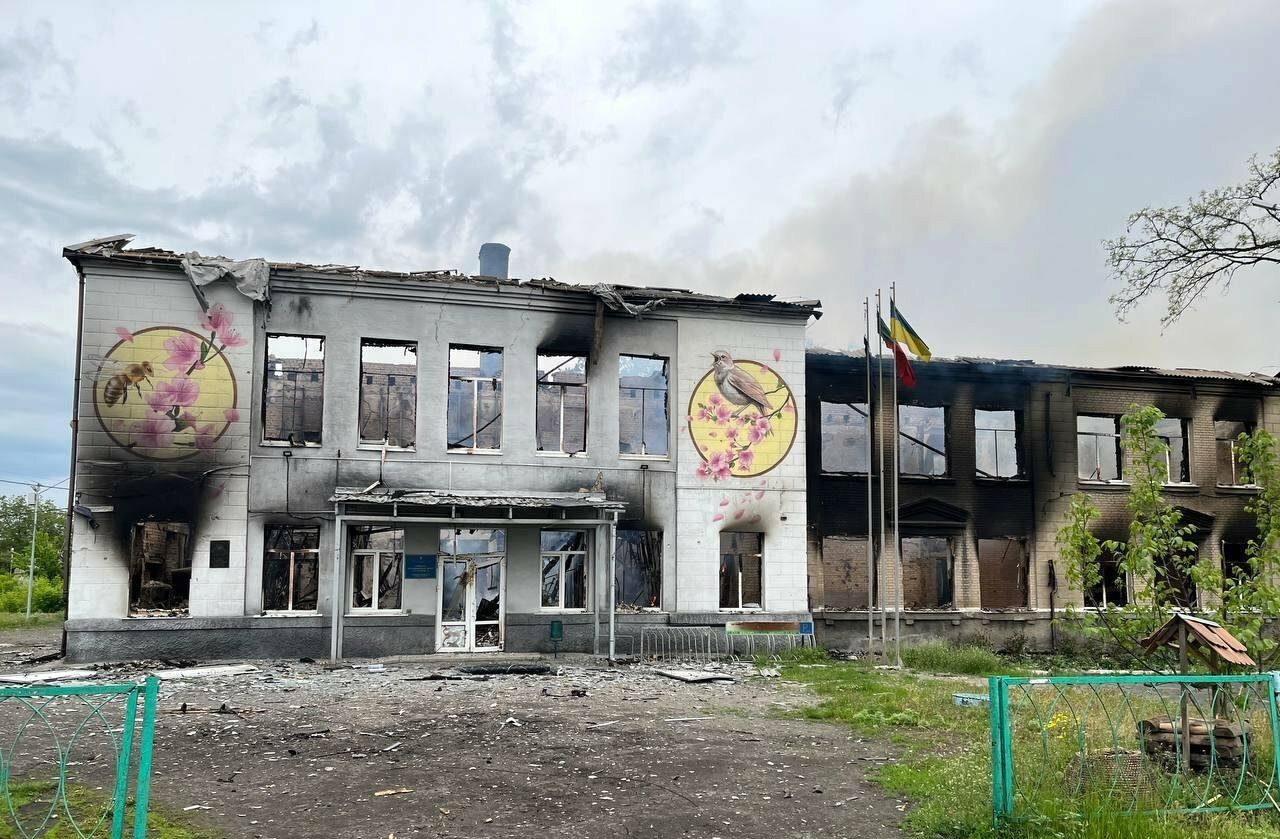
La primera escuela de Avdiivka tras el bombardeo con municiones de fósforo blanco

El 1 de junio, la RPD tomó el control de una carretera importante.  El 6 de junio, la RPD tomó territorio cerca de Kamianka.  El 12 de junio, Rusia volvió a bombardear la planta de coque de Avdiivka.  La escuela núm. 6 fue destruida el 21 de junio, siendo la tercera escuela destruida en Avdiivka.  El 24 de junio, las fuerzas rusas dispararon contra Avdiivka. Posteriormente, las fuerzas rusas capturaron Novoselivka Druha el 4 de julio, que está a 10 km al noreste de Avdiivka, en un intento de rodear la ciudad.  El 7 de julio, las fuerzas rusas bombardearon Avdiivka durante 24 horas. Afectaron infraestructuras, un hospital, edificios residenciales, una estación de autobuses y la planta de coque de Avdiivka. 
El 18 de julio, la RPD afirmó que había "medio rodeado" Avdiivka, habiendo bloqueado dos de las carreteras que conducían a la ciudad. El Instituto para el Estudio de la Guerra (ISW), un grupo de expertos sin fines de lucro con sede en Estados Unidos, también afirmó que los combates al norte de Avdiivka se habían intensificado el 18 de julio. 
El 28 de julio, la RPD y las fuerzas rusas lanzaron una ofensiva para rodear Avdiivka. Las fuerzas rusas y separatistas asaltaron las localidades de Krasnohorivka , Pisky y otras localidades al norte de Avdiivka.  El 31 de julio, el jefe de la administración militar de la ciudad de Avdiivka, Vitalii Barabash dijo que sólo quedaba el 10% de la población de Avdiivka de antes de la guerra, o unas 2.500 personas. 

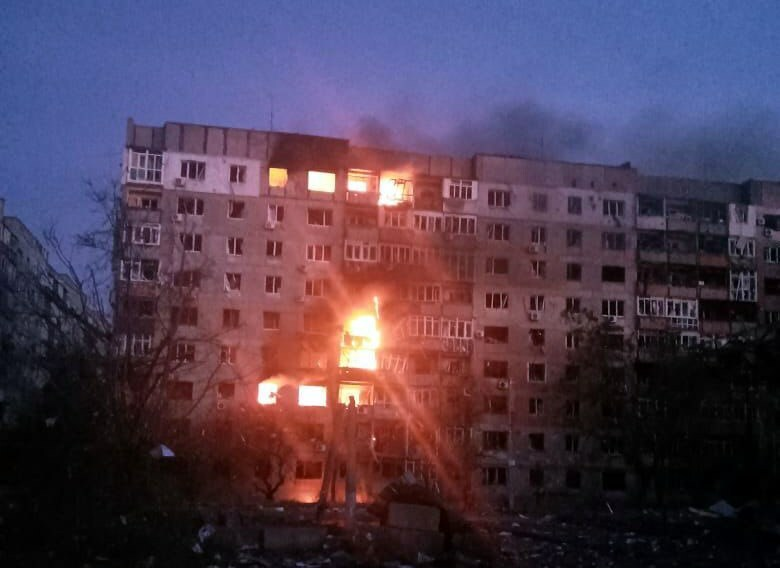
Un edificio residencial bombardeado en Avdiivka, octubre de 2023.

Ucrania dijo el 5 de agosto que había perdido la mina de carbón de Butivka a manos de Rusia, que fue desplazada a las afueras de Avdiivka.  El 7 de agosto, imágenes de combate mostraron que las fuerzas rusas habían llegado al centro de Pisky,  y capturaron completamente la totalidad de Pisky el 24 de agosto.  A principios de septiembre, varias unidades separatistas, incluido el Batallón Esparta y el Batallón Somalia , lanzaron un ataque en el área más amplia de Avdiivka, sobre todo cerca de Pisky.  A finales de septiembre, el Wall Street Journal informó que las fuerzas ucranianas "permanecían a la defensiva" en Avdiivka.  El 10 de octubre, Ucrania dijo que Rusia continuaba su ofensiva en Avdiivka y estaba tratando de rodear la ciudad.  A mediados de enero de 2023, las fuerzas rusas y de la RPD intentaron capturar la aldea de Vodyane.
En marzo de 2023, el comandante ucraniano en Avdiivka dijo que las fuerzas rusas estaban intentando rodear completamente la ciudad

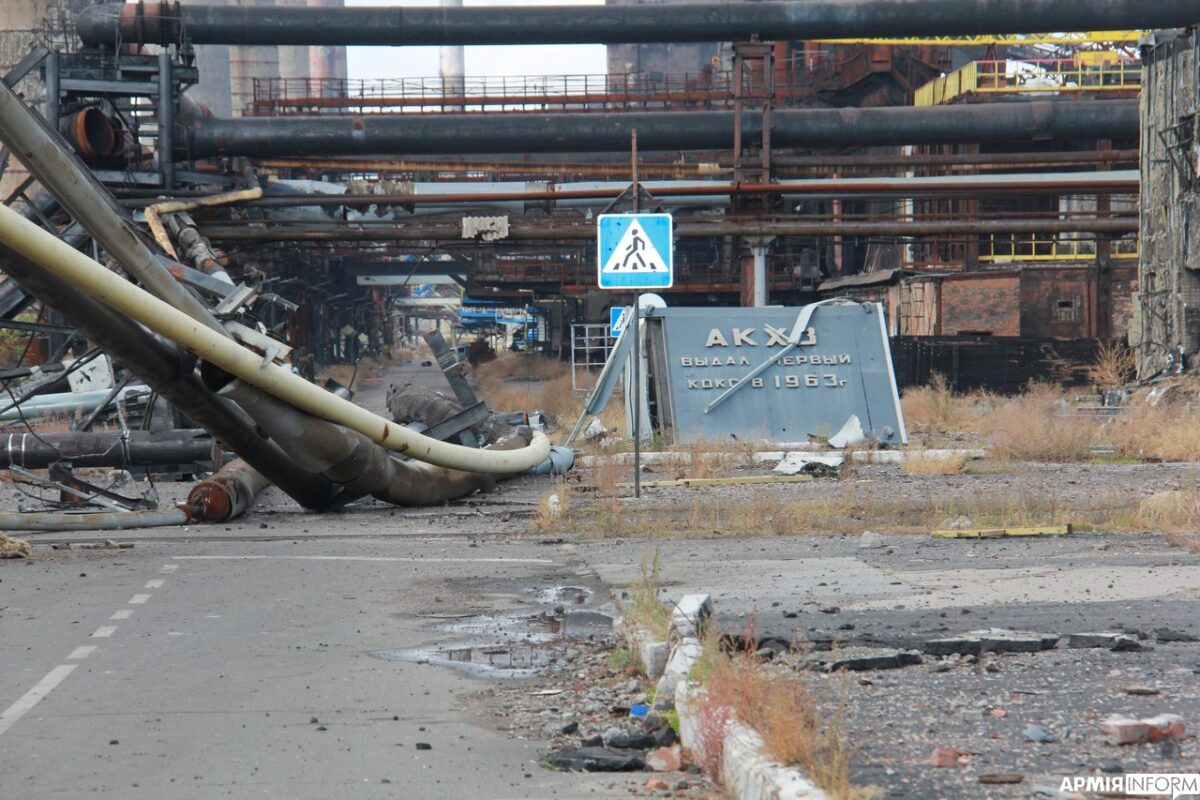
Vista de la planta de coque de Avdiivka después del bombardeo ruso, 19 de octubre de 2023

Los combates en la batalla se intensificaron durante el comienzo de la contraofensiva ucraniana de 2023, con las fuerzas rusas ejerciendo presión en las afueras de la ciudad y los ucranianos atrincherándose.  El 10 de septiembre de 2023, el jefe de la administración militar de la ciudad de Avdiivka, Vitaliy Barabash, informó que las fuerzas ucranianas habían se afianzó en la parte urbana del pueblo de Opytne, 3 km al suroeste de Avdiivka y 2 km al norte del aeropuerto internacional de Donetsk , afirmando haber asegurado la frontera sur de la ciudad, poniendo fin a una amenaza de casi cerco. 

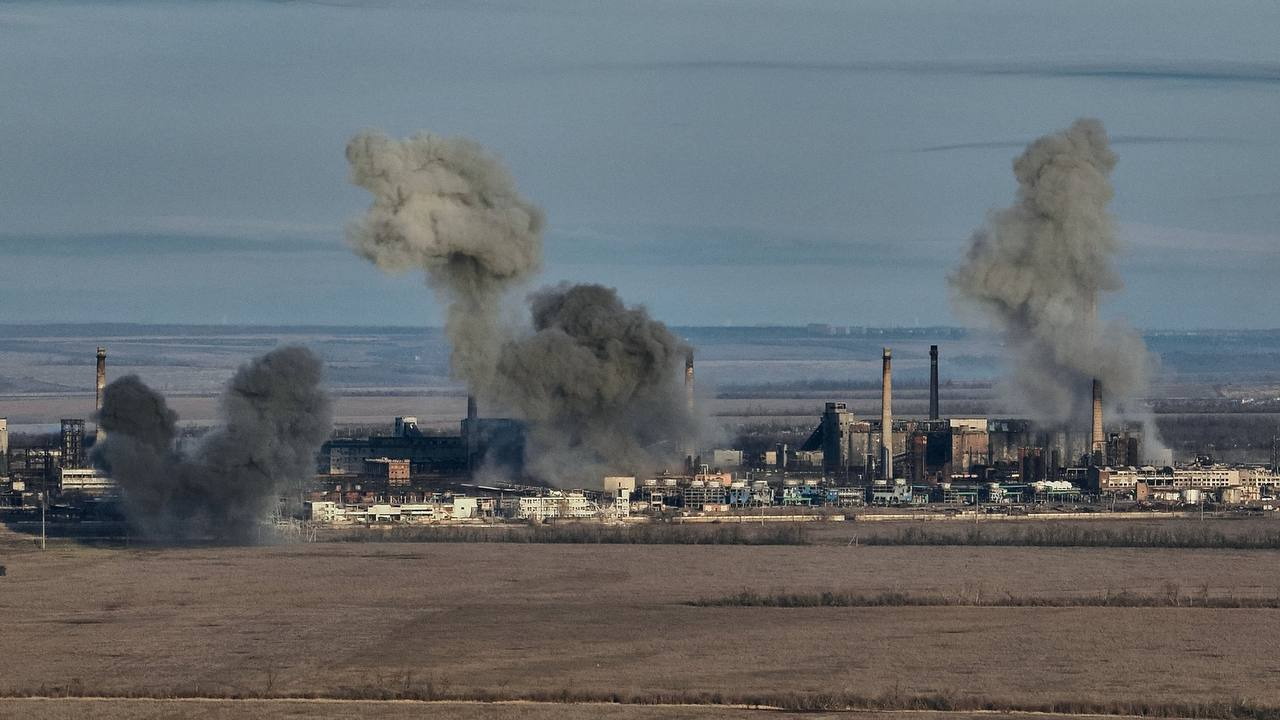
Planta química, siendo bombardeada por el ejército ruso al ser uno de los principales bastiones ucranianos de la ciudad.

A partir del 10 de octubre, las fuerzas rusas atacaron el norte, el oeste y el sur de Avdiivka con grupos de asalto blindados y helicópteros, apoyados por artillería. Tres brigadas de fusileros motorizados del 8.º Ejército de Armas Combinadas de Rusia comenzaron una acción ofensiva concertada alrededor de Avdiivka al suroeste cerca de Sieverne y al noroeste cerca de Krasnohorivka y el pueblo de Stepove, cerca de la planta de coque de Avdiivka . Según se informa, todas las unidades rusas observadas involucradas en la renovada ofensiva en ese momento eran miembros de las milicias populares de Donetsk, que el 8.º Ejército de Armas Combinadas de la Guardia absorbió al comienzo de la invasión. 

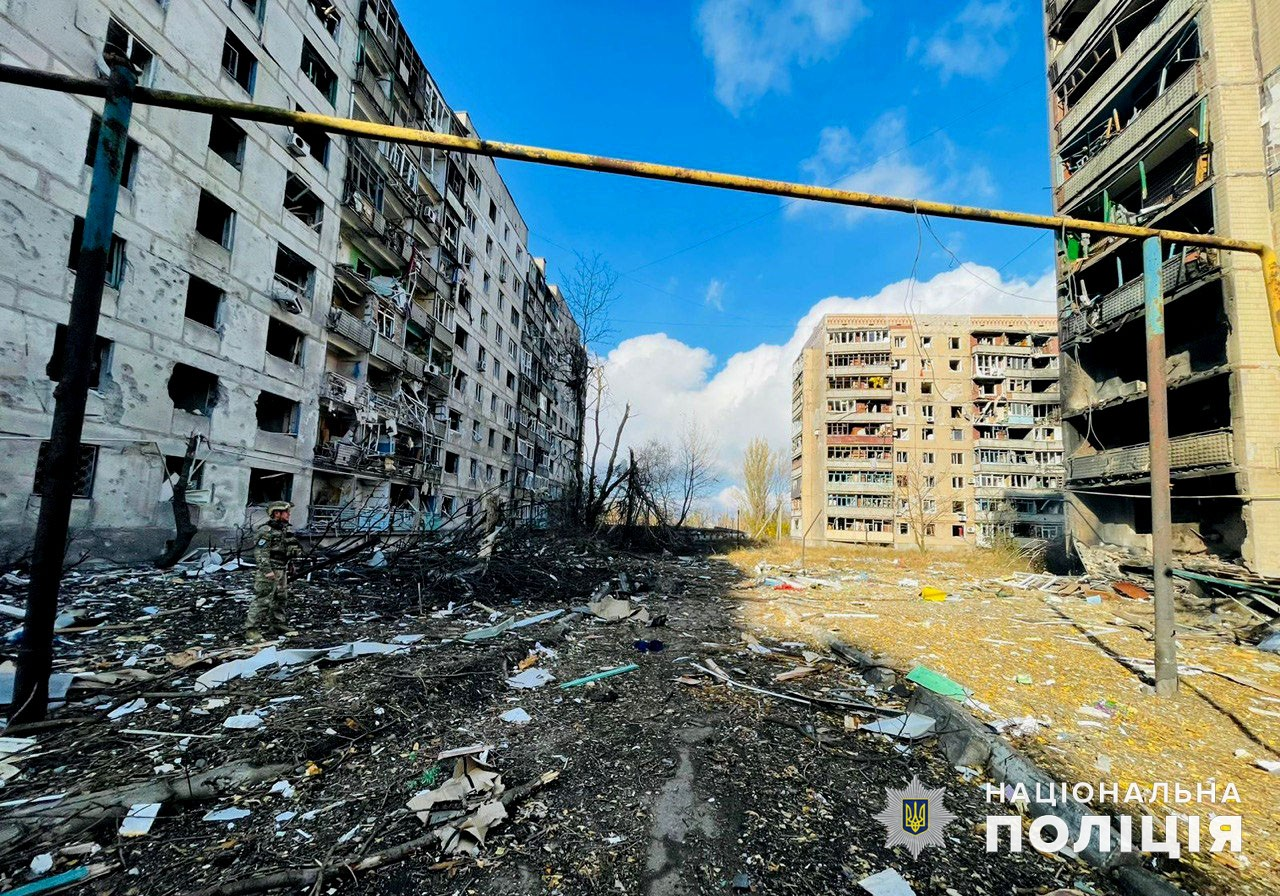
Edificios residenciales en Avdiivka después de los ataques aéreos rusos, 2 de noviembre de 2023

El 15 de octubre, las fuerzas ucranianas estaban llevando a cabo contraataques en los flancos meridionales cerca de Pervomaiske (11 kilómetros al suroeste de Avdíivka) y Sieverne (6 kilómetros al oeste de Avdiivka) sin éxito. Las fuerzas rusas mantuvieron asaltos que duraron días en todo el frente, y solo mostraron signos de ceder el 16 de octubre cuando el alcalde de Avdiivka, Vitali Barabash, informó que las fuerzas rusas sólo intentaron asaltar la ciudad 15 veces, en comparación con el promedio de 60 veces durante el medio. de la semana. Andriy Serhan, el comandante del pelotón de drones de la 59.ª Brigada Motorizada , dijo que el asalto ruso había fracasado, pero que los rusos se estaban reagrupando para otro intento.  Fuentes ucranianas informaron que las posiciones rusas fueron reforzadas con tres unidades basadas en las milicias de la RPD, las Brigadas de Fusileros Motorizados 114 , 15 y 21 , mientras que la 30 Brigada de Fusileros Motorizados se mantenía en reserva. 
El 18 de octubre, la 21.ª Brigada de Fusileros Motorizados avanzó hacia un montículo elevado de coque sobrante (formado a partir de la adyacente Planta de Coque de Avdiivka) que dominaba Avdiikva desde el norte, capturando algunas posiciones avanzadas. 

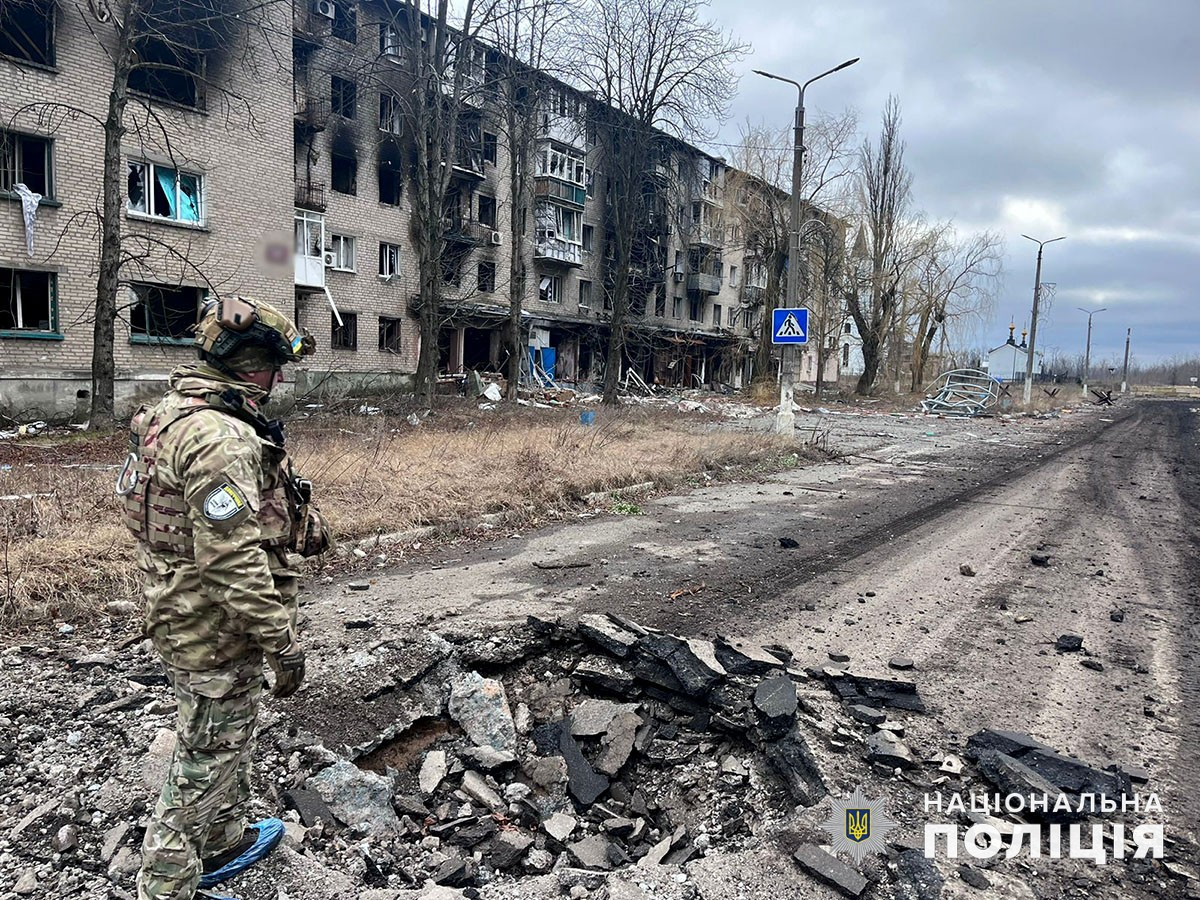
Edificio dañado en Avdiivka, 29 de diciembre de 2023

El 19 de octubre, el grupo de sabotaje, asalto y reconocimiento "Kluny" de la RPD logró avances al norte de Spartak y también intentó un asalto frontal a Avdiivka con la 1.ª Brigada de Fusileros Motorizados atacando el famoso restaurante fortificado, el "Tsarska Okhota" (Caza del Zar). Ubicado en el giro más meridional de la calle Soborna en la periferia sur de la ciudad. La 9.ª Brigada de Fusileros Motorizados informó haber avanzado "unos cientos" de metros en dirección Vodyane-Netaylove. La 114.ª Brigada de Fusileros Motorizados y el 277.º Batallón de Infantería atacaron cerca de la aldea de Stepove, al norte de Avdiivka. El 1454.º Regimiento de Fusileros Motorizados y la 21.ª Brigada de Fusileros Motorizados atacaron cerca de Kamianka . Por último, los batallones de voluntarios "Pyatnashka" y "Yugra" intentaron avanzar hacia la autopista N20 al este de Avdiivka.
El 28 de octubre, las fuerzas rusas capturaron el vertedero de escoria al oeste del ferrocarril y la planta de coque de Avdiivka, considerada una elevación tácticamente importante que supervisa Avdiivka.  Mientras tanto, el comandante del Batallón Arbat confirmó que el objetivo de Rusia era capturar Avdiivka y también afirmó que elementos del Grupo Wagner PMC se habían unido al Batallón, que es parte de la "División Dikaya de Donbas" de la RPD y la "Brigada Piatnashka". ".  El observador militar ucraniano Kostyantyn Mashovets evaluó que Rusia había comprometido la "fuerza principal" del 8.º Ejército de Armas Combinadas, compuesto por todo el 1.º Cuerpo de Ejército de la RPD , así como el 2.º Cuerpo de Ejército de la República Popular de Luhansk (LPR) , 20.ª División de Fusileros Motorizados y la 150.ª División de Fusileros Motorizados al frente de Avdiivka.
El 13 de noviembre, las tropas rusas avanzaron en la llamada zona industrial de Promka, cerca de Yasnynuvata Lane, en el flanco sur de Avdiivka,  una importante zona fortificada del frente ubicada en una colina y en poder de Ucrania desde 2014.  Entre el 16 y el 17 de noviembre, los rusos habrían capturado al menos el 60% de la zona industrial del sureste mientras, por separado, expandían la "zona gris" en el eje Stepove-Krasnohorivka al norte de Avdiivka. El Ministerio de Defensa británico evaluó que las fuerzas rusas estaban "casi con seguridad intentando un movimiento de pinza " en Avdiivka, pero insistió en que capturar la planta de coque en el eje norte sería costoso para los rusos ya que "proporciona a Ucrania una ventaja defensiva localizada".  A mediados de noviembre de 2023, las tropas ucranianas dijeron a la Agencia France-Presse que estaban usando drones, granadas, morteros, artillería y cañones de 25 mm desde M2 Bradleys para defenderse de los ataques de infantería rusa, lo que dijeron estaban destinados a "agotar nuestras líneas con constantes oleadas de ataques". Un operador de drones ucraniano alegó que las tropas rusas normalmente avanzaban de noche en grupos de cinco a siete soldados y luego atacaban al amanecer.
A finales de noviembre, las fuerzas ucranianas mantenían líneas de suministro hacia Avdiivka en medio de duras condiciones climáticas y la continua presión rusa desde el norte, este y sur. El 28 de noviembre, según se informó, las fuerzas rusas avanzaban desde "todos los lados" mientras se informaba de intensos combates cerca de la planta de coque. El alcalde Barabash dijo que la planta de coque estaba "casi completamente destruida" en medio de ataques aparentemente constantes de artillería y aviones rusos que estaban debilitando gradualmente las defensas ucranianas. Según se informa, las tropas rusas superaban en número a los defensores ucranianos cinco a uno y mantenían la ventaja aérea y de artillería, ya que fuentes ucranianas informaron de escasez de municiones para obús de 155 mm y suministros insuficientes de municiones antiblindadas y antiaéreas, según DeepState y ISW.
El 20 de enero de 2024, las fuerzas rusas atravesaron las defensas ucranianas en el sur de Avdiivka, capturando el restaurante fortificado "Tsarska Okhota" y avanzaron hasta 1,2 km al norte por la calle Soborna. También irrumpieron en las calles Chernyshevskoho y Sportyva y avanzaron hasta 1 km a lo largo de ellas y de la línea de árboles justo al sur. Fuentes rusas informaron que la zona de dacha de Skotovata y la cantera de arena, ambas al este de "Tsarska Okhota" y al suroeste de la zona industrial del sur previamente capturada, fueron tomadas. El observador militar ucraniano Kostyantyn Mashovets dijo además que los rusos avanzaron por las calles Kolosova y Lermentova, ambas al noroeste de la cantera de arena.  Según el ISW, las unidades de asalto rusas incluían la 55.ª Brigada de Fusileros Motorizados de Montaña y la 132.ª Brigada de Fusileros Motorizados de la RPD , la 1.ª Brigada de Fusileros Motorizados, la Brigada de Asalto y Reconocimiento "Veterany" y la 9.ª Brigada de Fusileros Motorizados. 

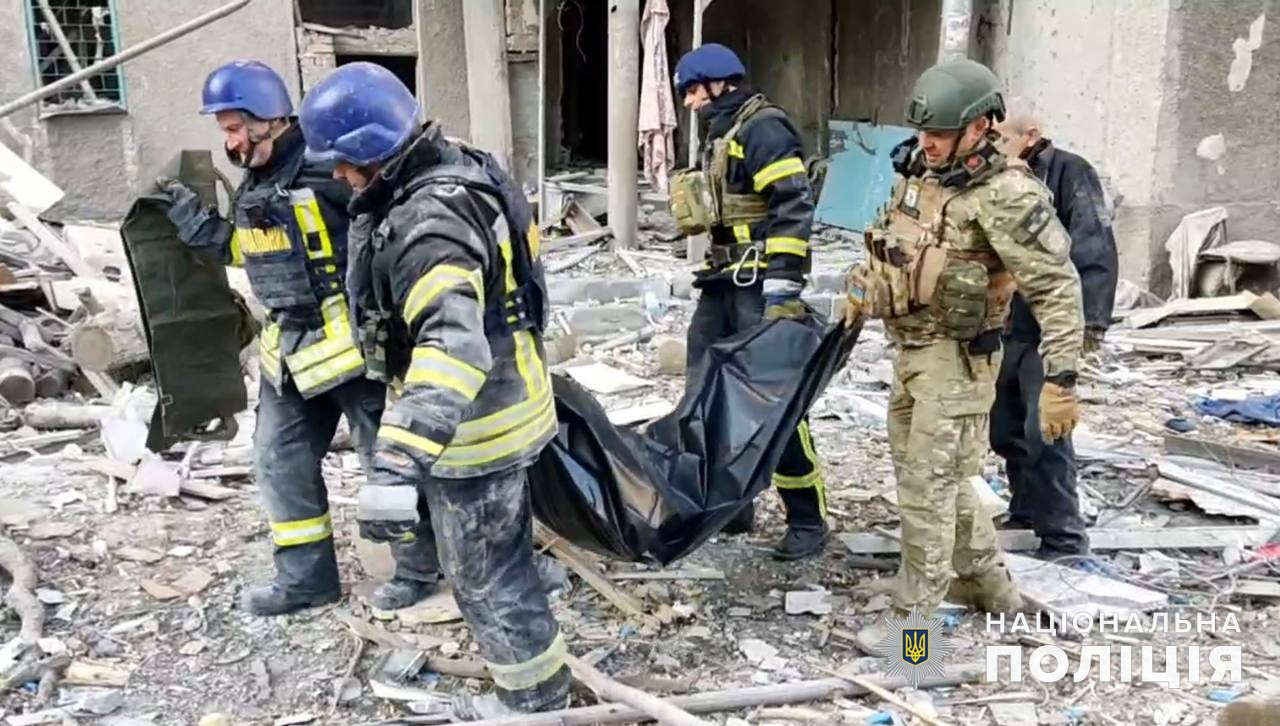
Socorristas transportando el cuerpo de un residente después del bombardeo ruso en noviembre de 2023.

El 15 de febrero, el ejército ucraniano confirmó que ya estaba en marcha una retirada parcial de Avdiivka mientras el general Tarnavskyi confirmaba que continuaban "feroces batallas" "dentro" de la ciudad.  Las fuerzas rusas cortaron la probable línea principal de comunicación terrestre (GLOC) de Ucrania a través de la calle Hrushevskoho o la avenida industrial y también avanzaron hacia el noroeste desde las direcciones de la autobase y el sector privado hacia el cruce con la carretera O0542 a Lastochkyne . Fuentes rusas informaron además de avances al oeste de Avdiivka, hacia Lastochkyne, destinados a aislar a los GLOC ucranianos restantes y rodear a los defensores que resisten en el centro de Avdiivka y las fortificaciones más al sur "Zenith", ubicadas en la antigua unidad de defensa aérea, y "Cheburashka". La famosa fortificación "Zenith" había anclado el flanco sur de Avdiivka, impidiendo durante años cualquier ataque directo desde el sur inmediato. Más tarde ese mismo día, las tropas ucranianas se retiraron hacia el norte desde Zenith para evitar el cerco, abandonando la zona a las tropas rusas. 
El portavoz del Consejo de Seguridad Nacional de Estados Unidos, John Kirby, admitió que Avdiivka estaba "en riesgo de caer bajo control ruso", citando la escasez de suministros de artillería ucraniana. Un oficial de la 110.ª Brigada le dijo a BBC News que se habían quedado sin artillería y que la escasez de artillería era generalizada y tenía un impacto directo en la batalla, con los defensores de primera línea «armados sólo con rifles de asalto». 
El 16 de febrero las Fuerzas Armadas rusas seguían consolidando posiciones a lo largo de la ciudad y aparecieron videos en la red de unidades rusas colgando banderas del Ministerio de Defensa Ruso sobre el parque de la ciudad y la clínica de Avdeevka. También se reportó el uso masivo de bombas FAB por parte del ejército ruso.
Ese mismo día las Fuerzas Armadas de la Federación rusa izaron banderas en el cartel de la entrada de Avdeevka donde el presidente de Ucrania había estado previamente en una visita oficial al frente.
Se han publicado videos de soldados de la brigada "Azov" en Avdeevka, los cuales fueron llevados a la ciudad como refuerzos.[cita requerida]
El 17 de febrero en Ucrania, Oleksandr Sirski informó de la retirada de las tropas ucranianas a una segunda línea defensiva a excepción de la planta de coque donde aún se refugian soldados de la brigada de Azov.[cita requerida]
El 18 de febrero en Ucrania, las Fuerzas Armadas de la Federación rusa izaron banderas en la zona correspondiente a la planta de coque y en el ayuntamiento de la ciudad confirmando así la total toma de todo el territorio total correspondiente a la ciudad. Militares ucranianos informaron que varios de sus soldados cayeron como prisioneros de guerra en el proceso de huida de la ciudad.

## Análisis

### Condiciones del campo de batalla
Los medios de comunicación y observadores occidentales compararon la batalla de Avdiivka con la batalla de Bajmut, estableciendo paralelismos en cuanto a las condiciones del campo de batalla, las tácticas rusas y el número de bajas Los oficiales rusos se han referido a Avdiivka como una "fortaleza" debido a la cantidad de obras defensivas y posiciones fortificadas establecidas por las fuerzas ucranianas durante un período de diez años, con muchas posiciones ucranianas establecidas dentro de edificios de varios pisos que impiden cualquier asalto frontal sin que los atacantes sufran pérdidas significativas. La planta de coque de Avdiivka sirve como base de operaciones fortificada y depósito de armas repleto de escondites subterráneos y cimientos de hormigón, y algunos soldados ucranianos comparan su papel con el de la planta siderúrgica de Azovstal durante el asedio de Mariupol.
En febrero de 2024, las autoridades ucranianas declararon que ni un solo edificio de Avdiivka estaba intacto.

### Valor estratégico

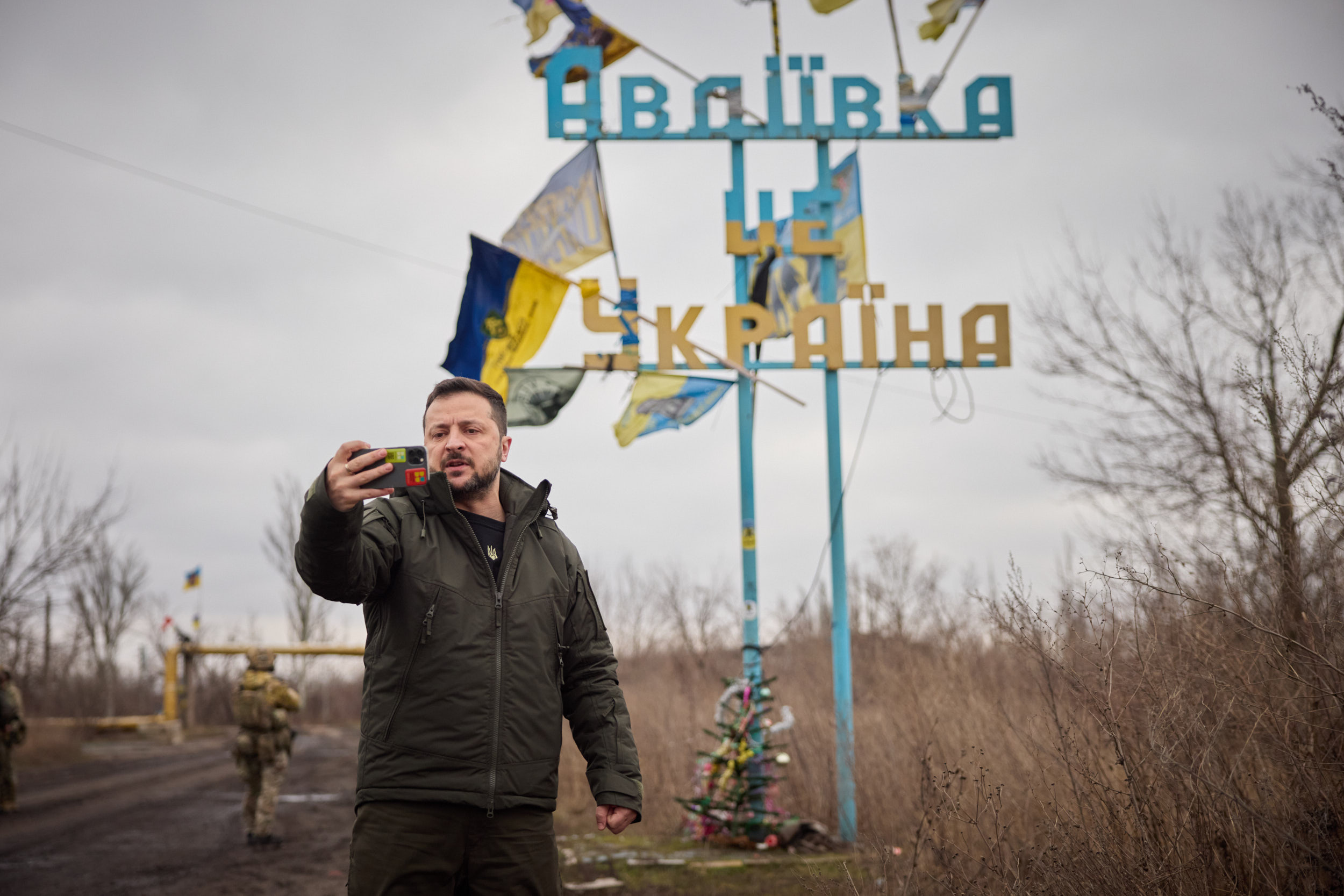
El presidente de Ucrania Volodímir Zelenski visita Avdiivka el 29 de diciembre de 2023

Tanto los ucranianos como los rusos reconocen que Avdiivka es un asentamiento clave necesario para el objetivo más amplio de Rusia de asegurar la totalidad del Dombás, ya que sirve como «puerta de entrada» a la ciudad de Donetsk.
Mykola Bielieskov, del Instituto Nacional de Estudios Estratégicos, un think tank con sede en Kiev, evaluó a finales de 2023 que la captura rusa de Avdiivka no tendría un impacto estratégico en la guerra en general, pero "haría la situación más sostenible para la ocupada Donetsk como un importante centro logístico ruso". La captura de Avdiivka serviría como inyección de moral para las fuerzas rusas y asestaría un golpe psicológico a los ucranianos, añadió Bielieskov.
Según el Instituto para el Estudio de la Guerra, varios milbloggers rusos proclamaron a principios de noviembre de 2023 que la batalla en curso ya era un éxito operativo porque reducía la intensidad del bombardeo ucraniano de la ciudad de Donetsk desde la dirección de Avdiivka. El Washington Post escribió en febrero de 2024 que Avdiivka tenía más valor estratégico que Bajmut, ya que su captura abriría la infraestructura logística de la ciudad a las fuerzas rusas y también reduciría el bombardeo ucraniano de la ciudad de Donetsk, que preocupa especialmente al presidente ruso Vladímir Putin.
En febrero de 2024, el asesor presidencial ucraniano Mykhailo Podolyak dijo que Avdiivka era importante para los rusos porque les permitía "controlar el espacio alrededor de Donetsk, tienes el control de las alturas dominantes allí, y pueden construir corredores logísticos para abastecer una gran área del frente .... No se trata de simbolismo, sino de la importancia operativa de un territorio concreto".